# ペリカン・エア・サービス
ペリカン・エア・サービス (Pelican Air Services) は、南アフリカ共和国ヨハネスブルグに拠点を置くフェデラル・エアの商号のひとつ。このブランドは程なくして使用されなくなり、その後はフェデラル・エアの名で運航が継続されている。
ペリカン・エア・サービスは定期便の運航をおこなっていた。拠点空港は、ヨハネスブルグのO・R・タンボ国際空港であり、他にもクルーガー・ムプマランガ国際空港と、
モザンビークのビランクーロ空港をハブ空港としていた。

## 歴史
この航空会社は、PWD Farquhar が、 TTA Mozambique と提携して、1990年代後半に設立した。2001年、JF Pienaar が出資して、PWD Farquhar (67%)、JF Pienaar (33%)) という保有比率となり、2007年3月時点では19人の従業員がいた。

## 就航地
ペリカン・エア・サービスは、ヨハネスブルグからビランクーロへの路線を運行しており、モザンビークの航空会社 ASAS de Moçambique との提携によって、さらにその先のバザルト諸島へも路線を伸ばしていた。

## 機材

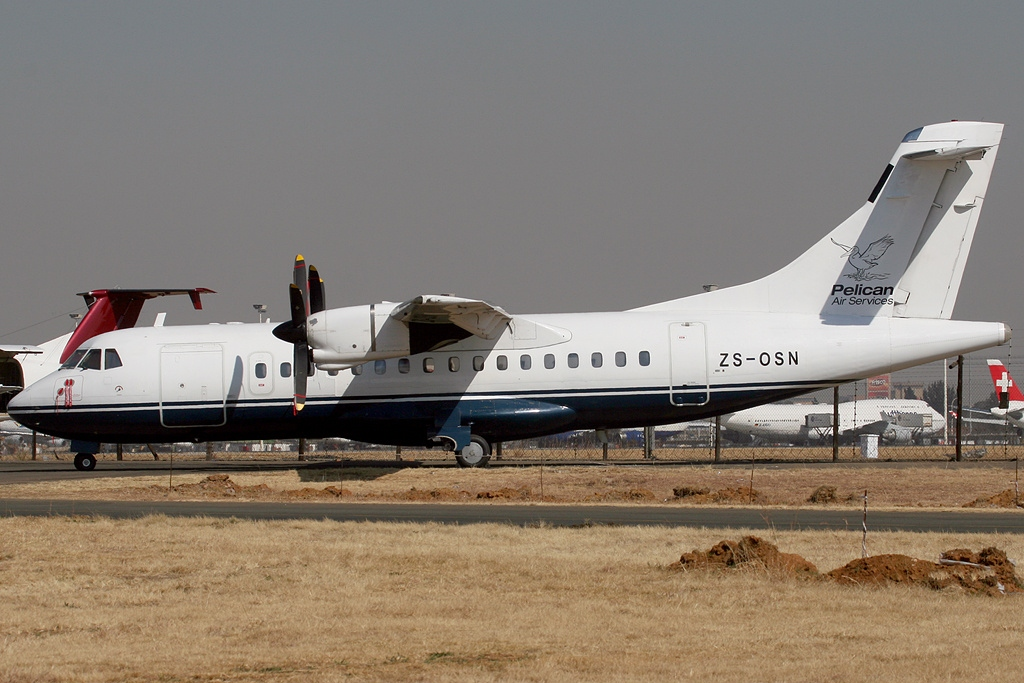
ペリカン・エア・サービスのATR 42。

2009年11月29日時点で、ペリカン・エア・サービスの機材は次の通りであった。
- 1 ATR 42-320（ソレンタ・アビエーション（英語版））